# 초은하단

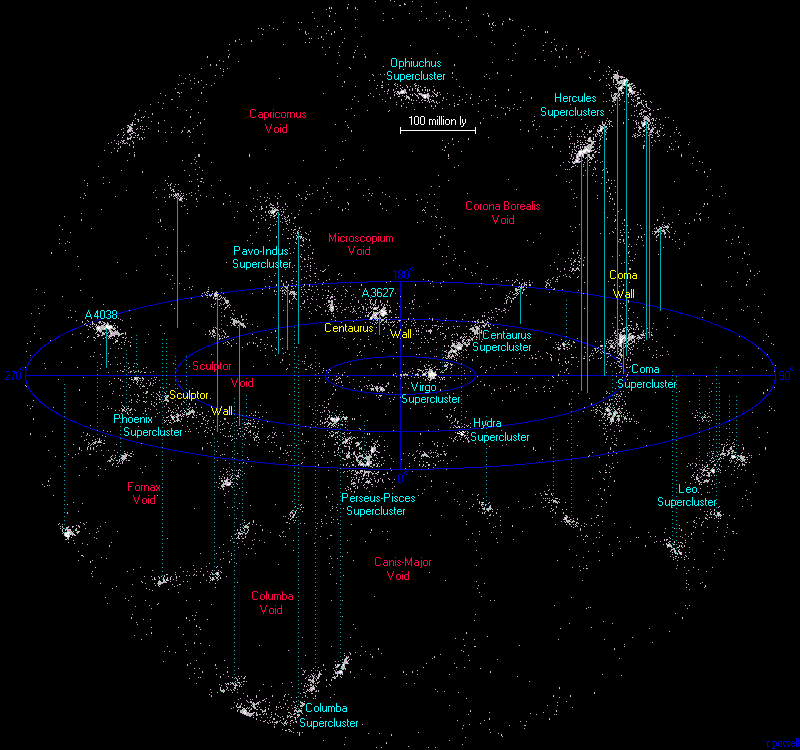
지구 근처의 초은하단과 공동을 표시한 지도이다.

초은하단은 은하단 및 은하군으로 이루어진 대 규모의 무리로 우주에서 가장 거대한 구조 중 하나이다. 우리 은하는 국부 은하군에, 그를 포함하는 라니아케아 초은하단에 포함되어 있다. 국부 은하군은 폭이 약 1,000만 광년이지만, 라니아케아 초은하단은 폭이 5억 광년 이상이다. 관측 가능한 우주에서의 초은하단의 수는 1,000만 여개로 추정된다.
은하는 무작위 적으로 흩어지는 대신에 은하단이 되는 방향으로 무리를 짓는다. 그러한 은하단은 또 서로 무리지어 초은하단을 형성한다. 일반적으로 초은하단은 약 1억 5천만 광년 이내의 영역에서 수십 개의 개별적인 은하단을 가진다. 은하단과는 달리, 초은하단은 서로 중력에 의해 결집되어 있지 않다. 따라서 초은하단에 포함되더라도, 은하단들은 허블 흐름으로 인해 서로 멀어지는 방향으로 움직이고 있다.
우리은하는 부족 및 불규칙 은하단인 국부 은하군에 위치한다. 부유 은하단(rich cluster)이 수백 개에서 수천 개의 은하를 포함하고 있는데 비해, 부족 은하단(poor cluster)은 단 수십 개 정도의 은하를 포함한다. 국부 은하군은 직경 1억 광년의 국부 초은하단(처녀자리 초은하단) 근처에 있다. 국부 초은하단 총 질량은 태양의 약 1,000조 배에 해당한다
국부의(근방의) 우주에서 가장 거대한 은하단은 거대 인력체라고 불린다. 거대인력체의 중력은 아주 강하기 때문에 우리은하가 포함된 국부 초은하단이 초당 수백 킬로미터의 속도로 거대 인력체 방향으로 이동하고 있다.
국부 우주의 외곽에서 가장 거대한 초은하단은 페르세우스자리-페가수스자리 필라멘트이다. 이 필라멘트는 페르세우스자리 초은하단을 포함하며 크기가 약 10억 광년이다. 이는 현재 우리가 알고 있는 것 중 우주에서 가장 거대한 구조로, 뉴멕시코 주립대학의 데이비드 베이터스키(David Batuski)와 잭 번스(Jack Burns)에 의해 발견되었다.

## 존재
초은하단의 존재는 우리 우주의 은하가 균일하게 분포하지 않음을 의미한다. 대부분의 은하는 한데 모여 수십 개 또는 수천 개의 은하로 이루어진 은하군과 은하단을 이룬다. 그러한 은하군과 은하단, 추가적으로 고립된 은하는 초은하단이라 불리는 더욱 거대한 구조를 이룬다.
이들의 존재는 1958년, 에이벨 은하단 목록을 발표한 조지 에이벨에 의해 상정되었다. 그는 초은하단을 "이차 은하단"(second-order cluster) 또는 은하단의 은하단(cluster of clusters)이라고 일컬었다.
초은하단은 "필라멘트"(fillament), "복합 초은하단"(supercluster complex), "장성"(wall) 또는 "시트"(sheet)라고 불리는 더 거대한 구조를 형성한다. 이들의 크기는 수억 광년에서 관측 가능한 우주의 5% 이상을 차지하는 100억 광년에 이른다. 초은하단의 관측은 초은하단이 형성될 때 우주의 초기 조건에 대한 것을 밝혀줄 가능성이 있다. 초은하단에 포함된 은하의 회전축 방향 또한 우주의 역사에서 은하의 초기 형성 과정에 대한 시각과 정보를 제공할 것이다.
초은하단 사이에는 극소수의 은하가 존재하는 거대한 빈 공간인 거시공동이 있다. 초은하단은 은하구름(galaxy cloud)이라 불리는 은하단의 무리로 자주 세분화된다.

## 거시공동과 은하시트의 분포

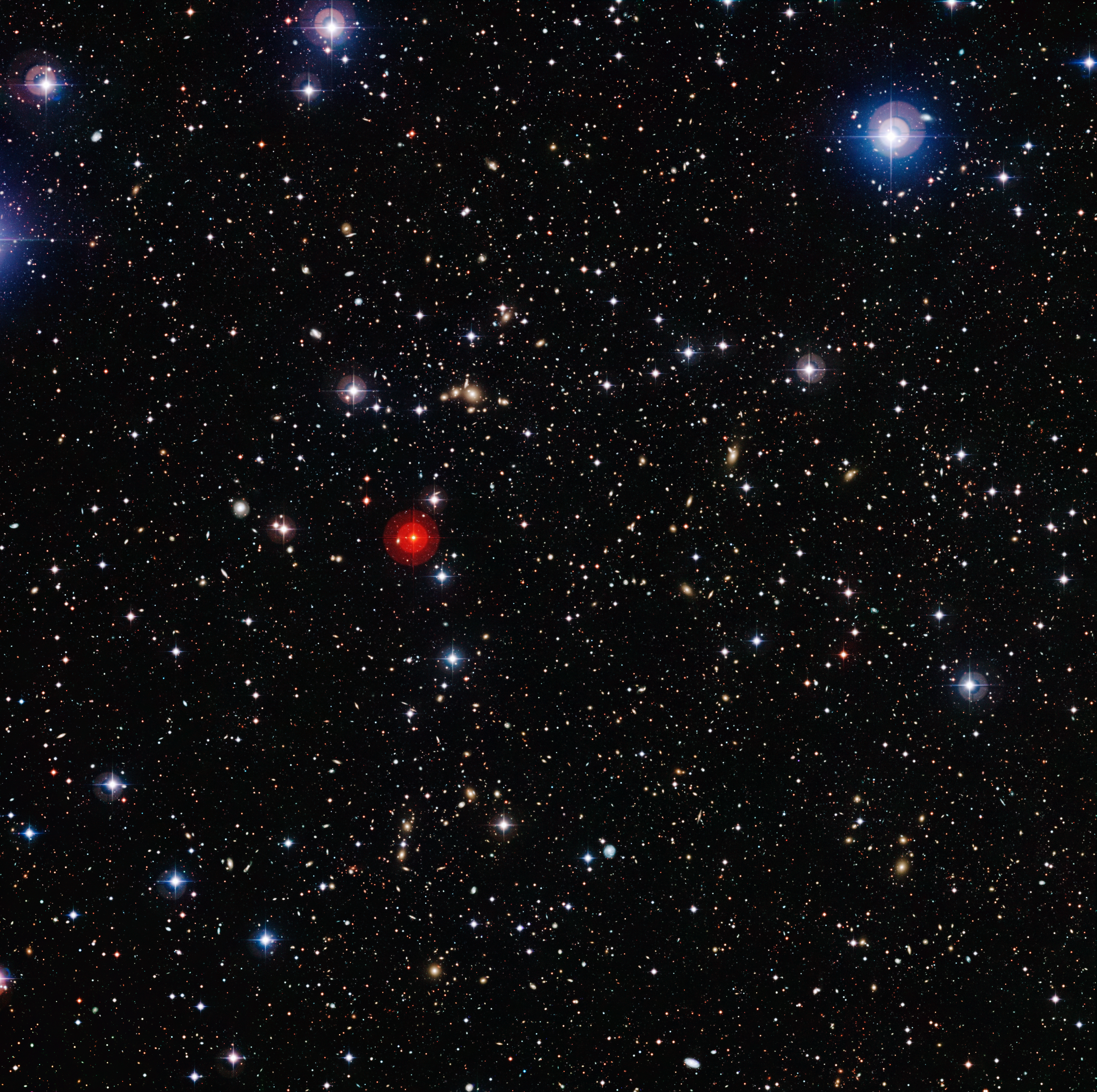
지구로부터 20억 광년보다 약간 멀리 떨어져 있는 에이벨 901/902 초은하단.

우주에서 초은하단이 배열되는 방식을 이해하기 위한 많은 연구가 행해져 왔다. 지도는 수십 수백만 개의 은하의 위치를 보여주기 위해 이용된다. 3차원 지도는 초은하단의 위치를 더 자세히 알기 위해 이용된다. 3차원 지도를 제작하기 위해, 천구에서 은하의 위치 뿐만 아니라 은하의 적색편이까지도 계산에 이용되었다. 은하의 적색편이는 3차원 공간에서의 위치를 알기 위해 허블의 법칙을 통해 계산에 이용된다.
초은하단이 우주에서 균일한 형태로 위치하지 않고 필라멘트를 따라 놓이는 것처럼 보인다는 사실이 밝혀졌다. 그러한 지도는 극소수의 은하만을 포함하는 거대한 공동을 보여준다. 일부 어두운 은하 또는 수소 구름이 거시공동에서 발견될 수 있으나, 대부분의 은하들은 거시공동 사이에 있는 필라멘트에서 발견된다. 거시공동 그 자체는 종종 공모양의 형태를 띠지만 초은하단은 그렇지 않다. 이들은 직경이 1억 광년에서 4억 광년에 이른다. 은하시트와 거시공동의 배열은 초기 우주에서 은하단이 어떻게 형성되었는지에 대한 정보를 가지고 있다.

## 초은하단 목록

#### 근처의 초은하단
| 초은하단                           | 정보                                                               | 설명 |
| ---------------------------------- | ------------------------------------------------------------------ | --- |
| 라니아케아 초은하단                | - z=0.000 (지구가 포함되어 있음) - 길이 = 153 Mpc (5억 광년)       | 라니아케아 초은하단은 처녀자리 은하단, 국부 은하군, 나아가 우리 은하를 포함하고 있는 초은하단이다. |
| 처녀자리 초은하단                  | - z=0.000 (지구가 포함되어 있음) - 길이 = 33 Mpc (1억 1000만 광년) | 처녀자리 초은하단은 우리 은하가 위치한 국부 은하군을 포함한다. 중심부 근처에는 처녀자리 은하단이 위치해있고, 이 초은하단은 때때로 국부 초은하단으로 불린다. 적어도 47,000개가 넘는 은하들을 포함하고 있는 것으로 추정된다. 2014년, 처녀자리 초은하단은 새로 발표된 라니아케아 초은하단의 구성요소로 편입되었다.            |
| 바다뱀자리-센타우루스자리 초은하단 |                                                                    | 바다뱀자리-센타우루스자리 초은하단은 두개의 엽으로 구성되어 있다. 때문에 가끔 "Superclusters"로써 표기되거나, 서로 다른 두가지 이름으로 불린다. - 바다뱀자리 초은하단 - 센타우루스자리 초은하단 2014년, 바다뱀자리-센타우르스자리 초은하단은 새로 발표된 라니아케아 초은하단의 구성요소로 편입되었다.                      |
| 페르세우스자리-물고기자리 초은하단 |                                                                    | |
| 공작자리-인디언자리 초은하단       |                                                                    | 2014년, 공작자리-인디언자리 초은하단은 새로 발표된 라니아케아 초은하단의 구성요소로 편입되었다. |
| 머리털자리 초은하단                |                                                                    | CfA Homunculus의 대부분을 차지하며, 은하 필라멘트인 CfA2 장성의 중심부에 위치해있다. |
| 조각가자리 초은하단                |                                                                    | SCl 9로 불린다. |
| 헤라클레스자리 초은하단            |                                                                    | SCl 160으로 불린다. |
| 사자자리 초은하단                  |                                                                    | SCl 93으로 불린다. |
| 뱀주인자리 초은하단                | - 17h 10m 22° -′ - cz=8500–9000 km/s (centre) - 18 Mpc x 26 Mpc    | 공작자리-인디언자리-망원경자리 초은하단과 헤라클레스자리 초은하단과 함께 뱀주인자리 공동의 먼 부분의 필라멘트와 연결되어 있을 것으로 추정되는 장성을 구성하고 있다. 이 초은하단의 중심부에는 cD 은하단인 뱀주인자리 초은하단이 있다. 적어도 두 개 이상의 은하단, 네 개 이상의 은하군과 개개의 외톨이 은하로 구성되어 있다. |
| 섀플리 초은하단                    | - z=0.046.(6억 5000만 광년)                                        | 처녀자리 초은하단 이후에 두 번째로 발견된 초은하단이다. |

### 멀리있는 초은하단
| 초은하단                         | 정보                                     | 설명                                            |
| -------------------------------- | ---------------------------------------- | ----------------------------------------------- |
| 물고기자리-고래자리 초은하단     |                                          |                                                 |
| 목동자리 초은하단                |                                          | SCl 138                                         |
| 시계자리 초은하단                | z=0.063 (7억 광년) 길이 = 5억 5천만 광년 | 시계자리-그물자리 초은하단 전체로써 표기되었다. |
| 북쪽왕관자리 초은하단            | z = 0.07                                 |                                                 |
| 비둘기자리 초은하단              |                                          |                                                 |
| 물병자리 초은하단                |                                          |                                                 |
| 물병자리 B 초은하단              |                                          |                                                 |
| 물병자리-염소자리 초은하단       |                                          |                                                 |
| 물병자리-고래자리 초은하단       |                                          |                                                 |
| 목동자리 A 초은하단              |                                          |                                                 |
| 조각칼자리 초은하단              | z = 0.126 (1.4 글리) 길이 = 910 Mly      | SCl 59                                          |
| 용자리 초은하단                  |                                          |                                                 |
| 용자리-큰곰자리 초은하단         |                                          |                                                 |
| 화로자리-에리다누스자리 초은하단 |                                          |                                                 |
| 두루미자리 초은하단              |                                          |                                                 |
| 사자자리 A 초은하단              |                                          |                                                 |
| 사자자리-육분의자리 초은하단     |                                          |                                                 |
| 사자자리-처녀자리 초은하단       |                                          | SCl 107                                         |
| 현미경자리 초은하단              |                                          | SCl 174                                         |
| 페가수스자리-물고기자리 초은하단 |                                          | SCl 3                                           |
| 물고기자리 초은하단              |                                          | SCl 24                                          |
| 물고기자리-양자리 초은하단       |                                          |                                                 |
| 큰곰자리 초은하단                |                                          |                                                 |
| 처녀자리-머리털자리 초은하단     |                                          | SCl 111                                         |

### 아주 멀리있는 초은하단
| 초은하단                        | 정보             | 설명 |
| ------------------------------- | ---------------- | --- |
| 히페리온 원시 초은하단          | z=2.45           | 2018년 발견 당시 이 슈퍼클러스터는 현재까지 발견된 가장 빠르고 가장 큰 프로토 슈퍼클러스터였다. |
| 살쾡이자리 초은하단             | z=1.27           | 1999년에 발견 되었다. ClG J0848+4453이라 불리기도 한다. 동부의 ClG J0849+4452와 함께 서쪽의 은하단으로 묘사되곤 했다. 살쾡이자리 초은하단은 적어도 RXJ 0848.9+4452(z=1.26)와 RXJ 0848.6+4453(z=1.27) 이 두 은하단을 포함하고 있다. 발견 당시 이 은하단은 가장 먼 은하단이었다. 그리고 근처의 일곱개의 작은 은하군은 이 은하단과 관련되어 있다.                               |
| SCL @ 1338+27 at z=1.1          | z=1.1 길이=70Mpc | 내부의 은하단과 함께 이 무거운 초은하단은 주위에 2001년에 23개의 퀘이사(z=1.1)의 특이한 집중으로 발견되었다. 복합 은하단의 크기는 그곳에 단일 초은하단이 아니라 은하의 장벽이 존재함을 나타낸다. 크기는 CfA2 장성의 크기와 비슷하다. 발견 당시에 z=0.5를 넘는 초은하단 중 가장 거대하고 가장 멀리있는 초은하단이었다.                                                        |
| SCL @ 1604+43 at z=0.9          | z=0.91           | 2000년, 발견 당시 이 초은하단은 매우 먼 곳에서 발견된 가장 거대한 초은하단이었다. 초은하단은 두개의 무거운 은하단으로 구성되어 있고, 연구 결과 다른 한 은하단이 새로 발견되었다. 알려진 두개의 은하단은 각각 21개의 은하와 42개의 은하로 구성된 Cl 1604+4304 (z=0.897)와 Cl 1604+4321 (z=0.924)이다. 그리고 새롭게 발견된 은하단은 16h 04m 25.7s, +43° 14′ 44.7″에 위치한다. |
| SCL @ 0018+16 at z=0.54 in SA26 | z=0.54           | 이 초은하단에는 전파 은하 54W084C (z=0.544)이 위치해있고, 적어도 CL 0016+16 (z=0.5455), RX J0018.3+1618 (z=0.5506), RX J0018.8+1602 이 세개의 거대한 은하단으로 구성되어 있다. |
| MS 0302+17                      | z=0.42 길이=6Mpc | 이 초은하단은 적어도 동쪽에 CL 0303+1706, 남쪽에 MS 0302+1659, 북쪽에 MS 0302+1717 이 세개의 은하단으로 구성되어 있다. |

## 같이 보기
- 은하
- 은하군
- 은하단
- 은하 구름
- 은하 필라멘트